# Wróblewski (Adelsgeschlecht)

Wappen Wróblewski – Wappenfamilie Slepowron

Wroblewski, polnisch Wróblewski oder Wróblewscy, ist der Name eines aus Masowien stammenden polnischen Adelsgeschlechtes aus dem Wappenstamm Slepowron (vollständige polnische Schreibweise: Wróblewski herbu Slepowron). Fünf männliche Mitglieder der Familie huldigten am 27. September 1772 in Marienburg Friedrich dem Großen und wurden durch Erbhuldigung in den preußischen Adel übernommen. Die Familie war vor allem im damaligen Westpreußen, insbesondere in der Kaschubei verbreitet.

## Namensträger
- Franciszek Józef Wróblewski (1789–1857), Arzt und politischer Aktivist, ausgezeichnet mit dem Orden der Heiligen Anna.
- Ludwik Franciszek Wróblewski (1814–1870), Arzt, ausgezeichnet mit dem Orden der Heiligen Anna.
- Józef Onufry Wróblewski (1817–1873), Leutnant der russischen Truppen.
- Piotr Walenty Wróblewski (1843–1909), Veteran des Januaraufstands, Leutnant.
- Władysław Wróblewski (1875–1951), vom 4. November bis zum 18. November 1918 letzter Premierminister des von Deutschland kontrollierten Königreichs Polen. Später war er Botschafter in London und Chef der Bank von Polen.
- Bronisław Wróblewski (1888–1941), Rechtsanwalt
- Andrzej Wróblewski (1927–1957), Maler
- Zygmunt Wróblewski (1845–1888), polnischer Physiker.
- Tadeusz Wróblewski (1858–1925), polnisch-litauischer Rechtsanwalt und Mäzen
- Jerzy Wróblewski (1926–1990), Rechtsanwalt
- Jan Wróblewski (1882–1967), Unternehmer
- Lech Pruchno-Wróblewski (1939–2005), Politiker